# Сурм'як-Козаренко Олена Олегівна
Олена Олегівна Сурм'як-Козаренко (нар. 13 серпня 1969, м. Підгайці, Україна) — українська громадська діячка, літераторка, краєзнавиця, письменниця, педагогиня. Мати Роксолани Сурм'як. Літературна премія імені Степана Будного. Членкиня літературного об'єднання при обласному осередку Національної спілки письменників України.

## Життєпис
Олена Сурм'як-Козаренко народилася 13 серпня 1969 року в місті Підгайці Тернопільської области України.
Закінчила Підгаєцьку середню школу (1986), Кременецьке педагогічне училище (1988), Бучацький інститут менеджменту і аудиту (2001).
Працювала:
- у дошкільних закладах на Дніпропетровщині
- ведучою передачі «Струни серця» Бучацького районного радіомовлення
- керівником Бучацького районного молодіжного літературного об'єднання Центру дитячої та юнацької творчості «Сузір'я» (1995—2006)[2]
- в.о. редактора Бучацького районного радіомовлення (22 вересня 2006 — 31 жовтня 2007)
- в Бучацькій районній раді (20 березня 2007 — 27 листопада 2020)

З 30 листопада 2020 року — заступниця Бучацького міського голови.
З 1992 року — в с. Трибухівці Бучацького району.

## Доробок
Авторка книг «Наодинці з собою», «Цвіт акації» (2006), «Сон яблуневої ночі» (2008), «Гола, боса і в вінку», «Без стриптизу» (2016), «Бучач у розповідях, міфах і легендах» (2020).
Друкувалась в «Перших ластівках», «Подільській толоці», газетах «Нова доба», «Вільне життя», «Свобода».
Багатолітня керівниця літературного об'єднання (м. Бучач); за її сприяння й допомоги вийшли більше 20 книг молодих авторів Бучаччини.